# 路易一世大橋

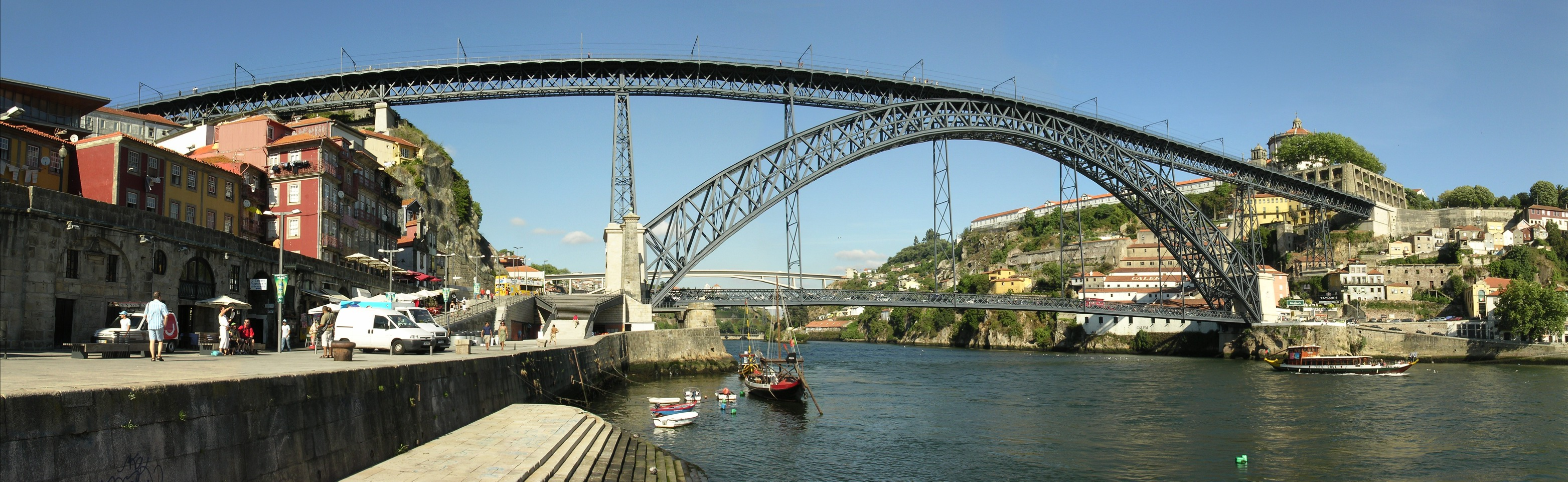
路易一世大橋

路易一世大橋 （葡萄牙語：Ponte Dom Luís I）是一條橫跨杜羅河的鋼鐵拱橋，連接葡萄牙第二大城市波圖和加亞新城。其172公尺的跨度是當時世界第一。
1881年開工，1886年10月31日落成啟用。总长385.25米，重量3045顿。拱长度172米高度44.6米。其名紀念當時的國王路易一世。

## 外部連結
- Structurae数据库中路易一世大橋的数据

- Dom Luís Bridge on en.Broer.no